# 1387
| 1387               |
| ------------------ |
| Dødsfald - Fødsler |
|                    |

| Gregoriansk kalender | 1387 MCCCLXXXVII        |
| Ab urbe condita      | 2140                    |
| Armensk kalender     | 836 ԹՎ ՊԼԶ              |
| Kinesiske kalender   | 4083 – 4084 丙寅 – 丁卯 |
| Etiopisk kalender    | 1379 – 1380             |
| Jødisk kalender      | 5147 – 5148             |
| Hindukalendere       |                         |
| - Vikram Samvat      | 1442 – 1443             |
| - Shaka Samvat       | 1309 – 1310             |
| - Kali Yuga          | 4488 – 4489             |
| Iransk kalender      | 765 – 766               |
| Islamisk kalender    | 789 – 790               |

Regent i Danmark: Oluf 2. 1376-1387, Margrete 1. 1387-1412 og senere formelt Erik 7. af Pommern 1396-1439
Se også 1387 (tal)

## Begivenheder
- 10. august - Dronning Margrete 1. hyldes som Danmarks regent i Lund Domkirke

## Dødsfald
- 3. august - Oluf 2. af Danmark fra 1376 og Norge fra 1380 til sin død (født 1370).